# Pachyderes suginoi
Pachyderes suginoi là một loài bọ cánh cứng trong họ Elateridae. Loài này được Arimoto miêu tả khoa học năm 1993.